# Cone de escórias

Esquema da estrutura interna de um cone de escórias típico

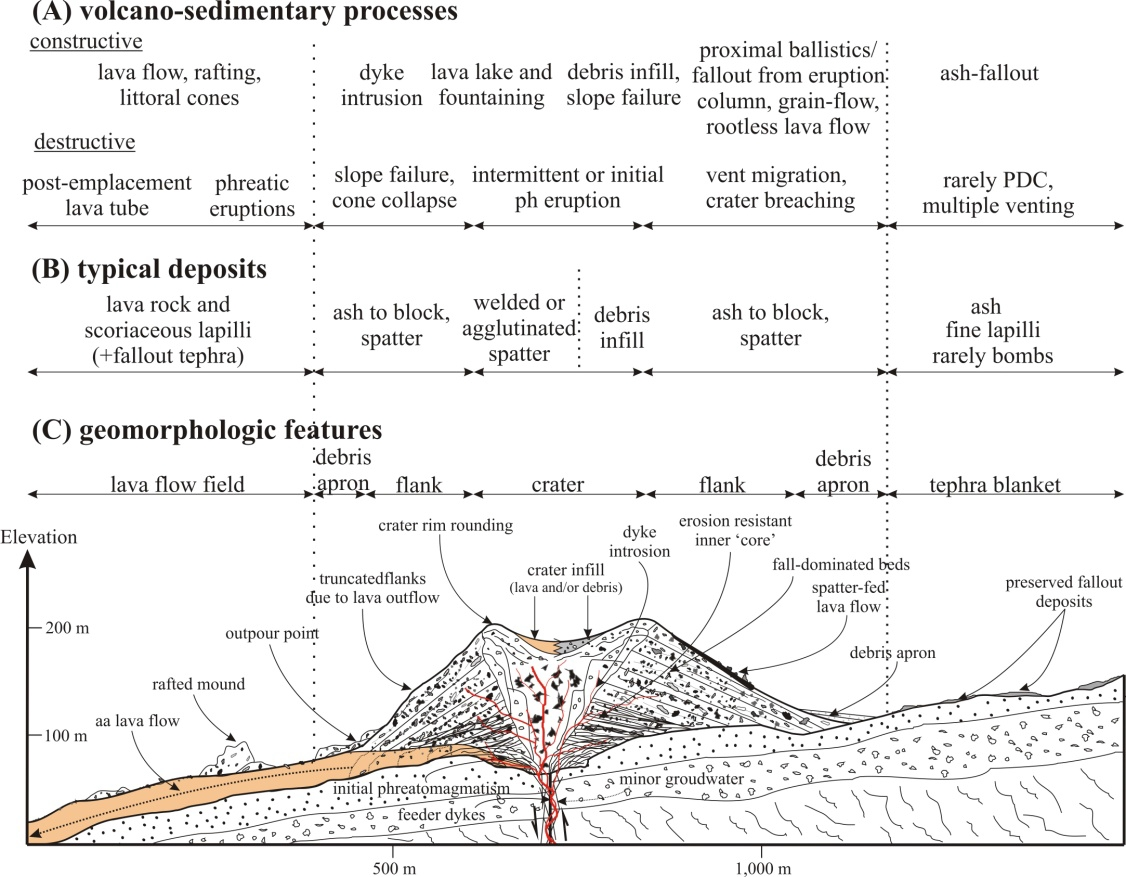
Diagrama em secção transversal de um cone de escórias (ou de cinzas)

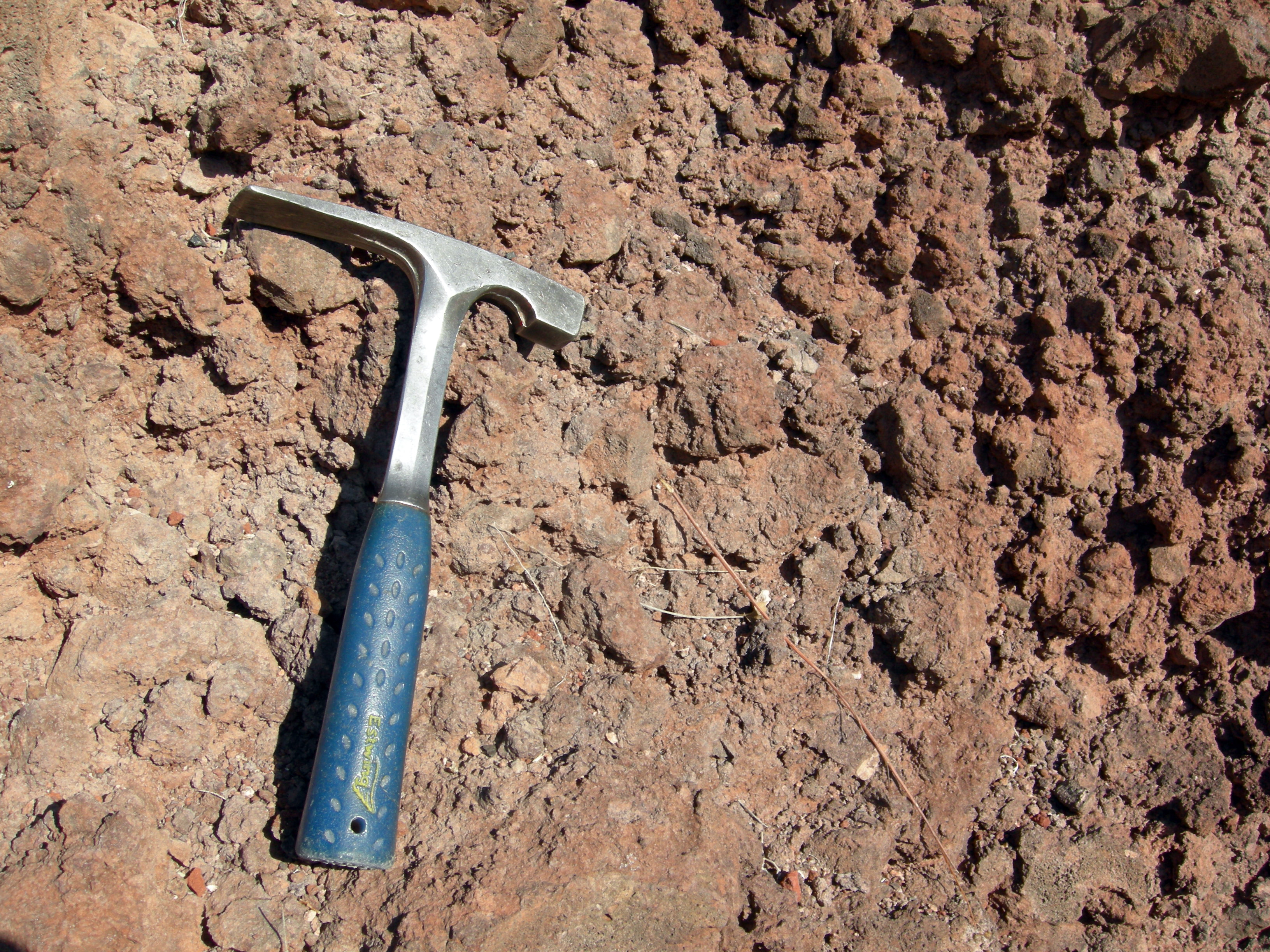
Escórias num cone de escórias em San Bernardino Valley, Arizona.

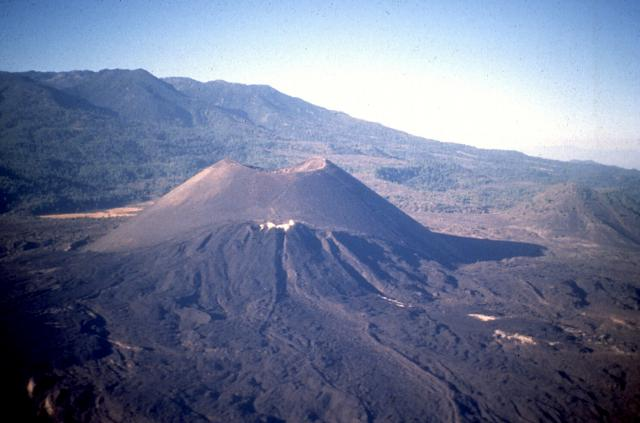
O cone de escórias do vulcão Paricutín (México).

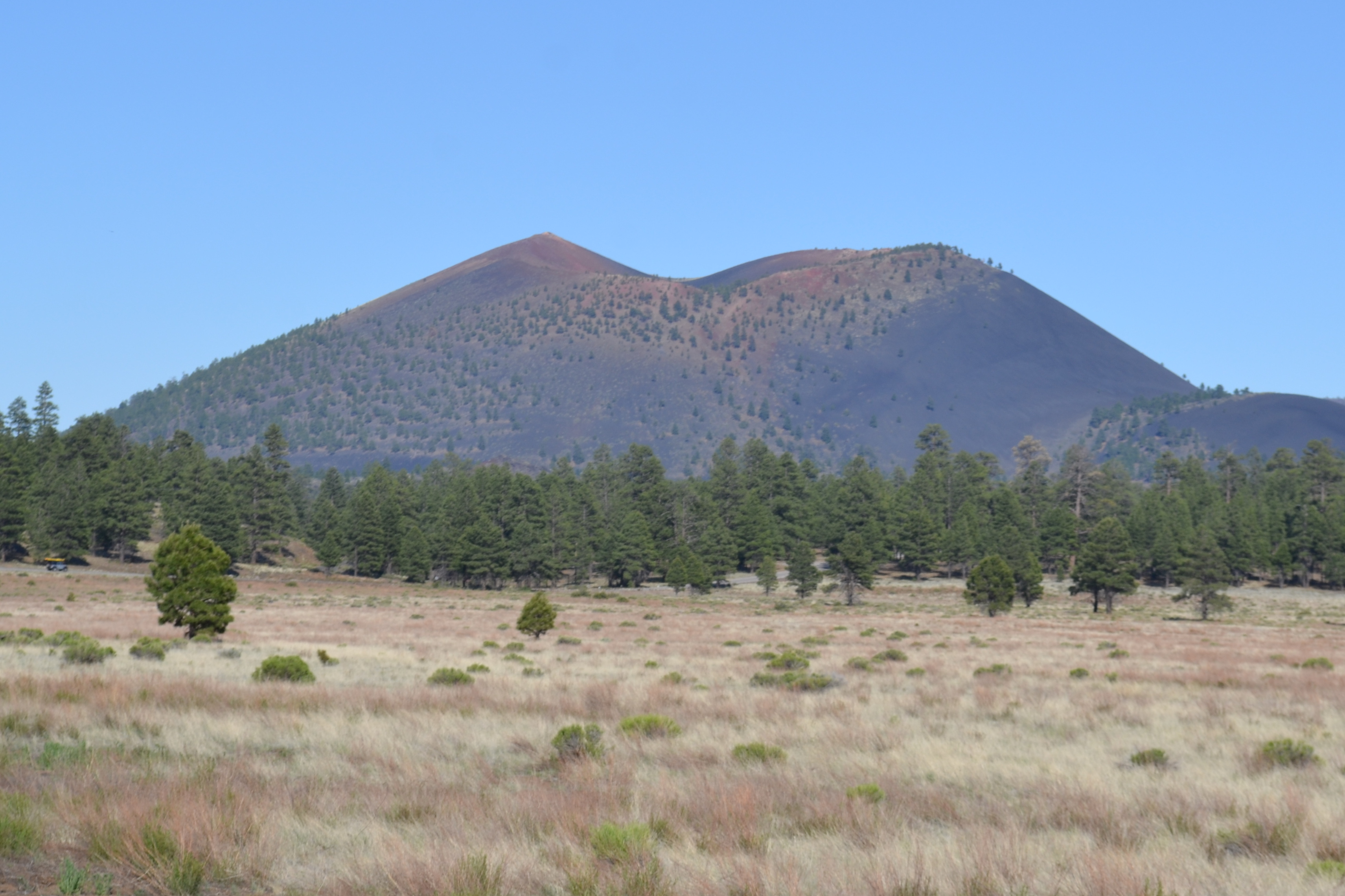
Sunset Crater, um jovem cone de cinzas monogenético, situado no Arizona, que começou a formar-se por volta do ano 1075 d.C.

Cone de escórias, ou cone de cinzas, é uma colina cónica, com encostas íngremes, constituída por piroclastos soltos, tais como clínqueres, cinzas ou escórias vulcânicas, formada em torno de uma chaminé vulcânica. Estes cones são o tipo mais simples e comum de estruturas vulcânicas. São em geral vulcões relativamente pequenos, com alturas inferiores a 300 metros, formados pela erupção de magmas de baixa viscosidade, com composições basálticas ou intermediárias, nos quais os fragmentos piroclásticos que constituem os cones são formados por erupções explosivas ou fontes de lava a partir de uma única chaminé, tipicamente cilíndrica. À medida que a lava carregada de gás é violentamente soprada para o ar, parte-se em pequenos fragmentos que solidificam e caem sob a forma de cinzas, clínqueres ou escórias em torno da abertura, formando um cone frequentemente simétrico, com inclinações entre 30° e 40° e uma planta quase circular. A maioria dos cones de escórias apresenta uma cratera em forma de taça no seu cume.

## Descrição
Um cone de escórias é um montículo cónico constituído por fragmentos de rochas vulcânicas acumulados em redor de uma chaminé vulcânica. Os fragmentos de rocha, em geral designados por cinzas, bagacinas (lapilli) ou escórias, são maioritariamente vitrosos e apresentam-se vesiculosos em resultados do grande número de bolhas formadas por gases retidos na matriz da rocha quando o magma se expande no ar e arrefece rapidamente. A altura dos cones de escória pode variar de dezenas a algumas centenas de metros.
A maioria dos cones de escória apresentam uma cratera em forma de taça no seu cume. Os cones de escória normalmente expelem fluxos de lava, por vezes através de fissuras nos flancos ou na base ou através da formação de uma chaminé adventícia no flanco do cone principal. Se um dos flancos da cratera estiver completamente aberto, os outras formam um anfiteatro, geralmente em forma de ferradura em torno da chaminé. Muito raramente a lava flui sobre os flancos a partir de um lago de lava formado no topo do cone, raridade que se deve ao facto da escória solta que forma as paredes da estrutura ser demasiado fraca para suportar a pressão da rocha derretida à medida que esta sobe à superfície através da chaminé central.

### Características
O tamanho dos cones de escórias varia entre as dezenas e centenas de metros de altura, mas geralmente com alturas inferiores a 300 metros.  São estruturas compostas por material piroclástico solto (cinzas ou escórias, bagacinas e materiais similares), o que os distingue dos cones de salpicos (spatter cones), cones compostos maioritariamente por aglomerados de salpicos de lava e bombas vulcânicas.
O material piroclástico que constitui os cone de escórias é geralmente de composição basáltica a andesítica, frequentemente rico em materiais vítreos, em geral com numerosas bolhas de gás congeladas no lugar quando o magma explodiu no ar e arrefeceu rapidamente. Os fragmentos de lava com mais de 64 mm de diâmetro, conhecidos como bombas vulcânicas, são também um produto comum das erupções que geram cones de escórias.
O crescimento de um cone de escórias pode ser dividido em quatro fases: (1) na primeira fase, forma-se um anel de escórias de bordo baixo à volta do evento eruptivo; (2) durante a segunda fase, o bordo é construído e começa a formar-se um talude fora do bordo; (3) a terceira fase é caracterizada por abatimentos e explosões que destroem o bordo original; (4) a quarta fase é caracterizada pelo crescimento dos taludes para além da zona onde os piroclastos caem à superfície (a zona balística).
Durante a fase de declínio da erupção de um cone de escórias, o magma perde a maior parte do seu conteúdo gasoso. Este magma pobre em gás não se precipita, mas escorre lentamente para a cratera ou para a base do cone sob a forma de escoadas de lava. A lava raramente sai do topo (exceto como uma fonte lávica) porque as cinzas soltas e não cimentadas são demasiado fracas para suportar a pressão exercida pela rocha derretida à medida que sobe para a superfície através da abertura central, pois por conter poucas bolhas de gás, a lava derretida é mais densa do que as escórias e cinzas ricas em bolhas.
Assim, em consequência desta maior densidade, a lava muitas vezes escava ao longo da base do cone, levantando as escórias e cinzas menos densas, e avança para fora, criando um fluxo de lava em torno da base do cone. Quando a erupção termina, um cone simétrico de cinzas fica no centro de uma almofada circundante de lava. Se a cratera for totalmente rompida, as paredes restantes formam um anfiteatro ou forma de ferradura ao redor da abertura.

### Ocorrência
Os cones de escórias e cinzas basálticas são o tipo mais caraterístico de vulcão associado ao vulcanismo intraplaca. São particularmente comuns em associação com magmatismo alcalino, em que a lava em erupção é enriquecida em óxidos de sódio e de potássio.
Cones de escórias são também frequentemente encontrados nos flancos de vulcões-escudo, estratovulcõeses e caldeiras. Por exemplo, os geólogos identificaram cerca de 100 cones de escórias nos flancos do Mauna Kea, um vulcão-escudo localizado na ilha do Havai. Tais cones de cinzas representam provavelmente as fases finais da atividade de um vulcão máfico. No entanto, a maioria dos cones vulcânicos formados em erupções do tipo hawaiano são cones de salpicos em vez de cones de escórias, devido à natureza fluida da lava.
O cone de escórias mais famoso, o Paricutín, cresceu num campo de milho no México em 1943 a partir de uma nova chaminé vulcânica. As erupções continuaram durante nove anos, construíram o cone até uma altura de 424 m e produziram fluxos de lava que cobriram 25 km2.
O cone de cinzas historicamente mais ativo da Terra é o Cerro Negro na Nicarágua. Faz parte de um grupo de quatro cones de cinzas jovens, situados a NW do vulcão Las Pilas. Desde a sua erupção inicial, que ocorreu em 1850, entrou em erupção mais de 20 vezes, as mais recentes em 1992, 1995 e 1999.
Imagens de satélite sugerem que os cones de escórias e cinzas ocorrem noutros planetas terrestres do Sistema Solar. Em Marte, foram registados nos flancos do Pavonis Mons, em Tharsis, na região de Hydraotes Chaos no fundo do Coprates Chasma, e no campo vulcânico Ulysses Colles. Acredita-se também que as estruturas dômicas localizadas nas Colinas Marius (na Lua) podem representar cones de cinzas lunares.

### Efeito das condições ambientais
O tamanho e a forma dos cones de escórias dependem das características ambientais no período de deposição, uma vez que variações na gravidade (no caso de outros planetas), pressões atmosféricas, ventos e outras características meteorológicas podem alterar a dispersão das partículas de escórias e cinzas ejectadas. Por exemplo, os cones de cinzas em Marte parecem ser mais de duas vezes mais largos do que os análogos terrestres, uma vez que a pressão atmosférica e a gravidade mais baixas permitem uma maior dispersão das partículas ejectadas sobre uma área maior. Por conseguinte, parece que a quantidade de material em erupção não é suficiente em Marte para que as encostas dos flancos atinjam o ângulo de repouso e os cones de cinzas marcianos parecem ser governados principalmente por distribuição balística e não por redistribuição de material nos flancos, como é típico na Terra.
Os cones de escórias são frequentemente muito simétricos, mas os ventos fortes predominantes na altura da erupção podem causar uma maior acumulação de cinzas no lado situado a sotavento da chaminé vulcânica.

## Cones monogenéticos
Alguns cones de escórias são monogenéticos, formando-se a partir de um único episódio eruptivo curto que produz um volume muito pequeno de lava. A erupção dura normalmente apenas semanas ou meses, mas pode ocasionalmente durar quinze anos ou mais. O vulcão Paricutín, no México, Diamond Head, Koko Head, Punchbowl Crater, Mt Le Brun no campo vulcânico Coalstoun Lakes e alguns cones de cinzas em Mauna Kea são cones de escórias monogenéticos. No entanto, nem todos os cones de cinzas são monogenéticos, com alguns cones de cinzas antigos a apresentarem intervalos de formação de solo entre fluxos piroclásticos que indicam que as erupções foram separadas por milhares a dezenas de milhares de anos.
Os cones monogenéticos formam-se provavelmente quando a taxa de fornecimento de magma a um campo vulcânico é muito baixa e as erupções estão dispersas no espaço e no tempo. Este facto impede que uma erupção estabeleça um sistema de canalização vulcânica que permita um acesso fácil à superfície para as erupções seguintes. Assim, cada erupção tem de encontrar o seu caminho independente para a superfície.

## Galeria

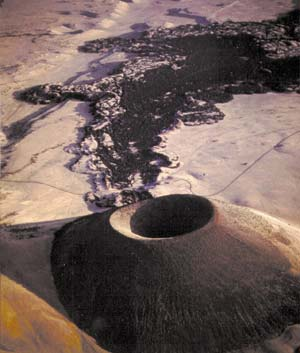
SP Crater, um cone de escórias extinto localizado no Arizona.
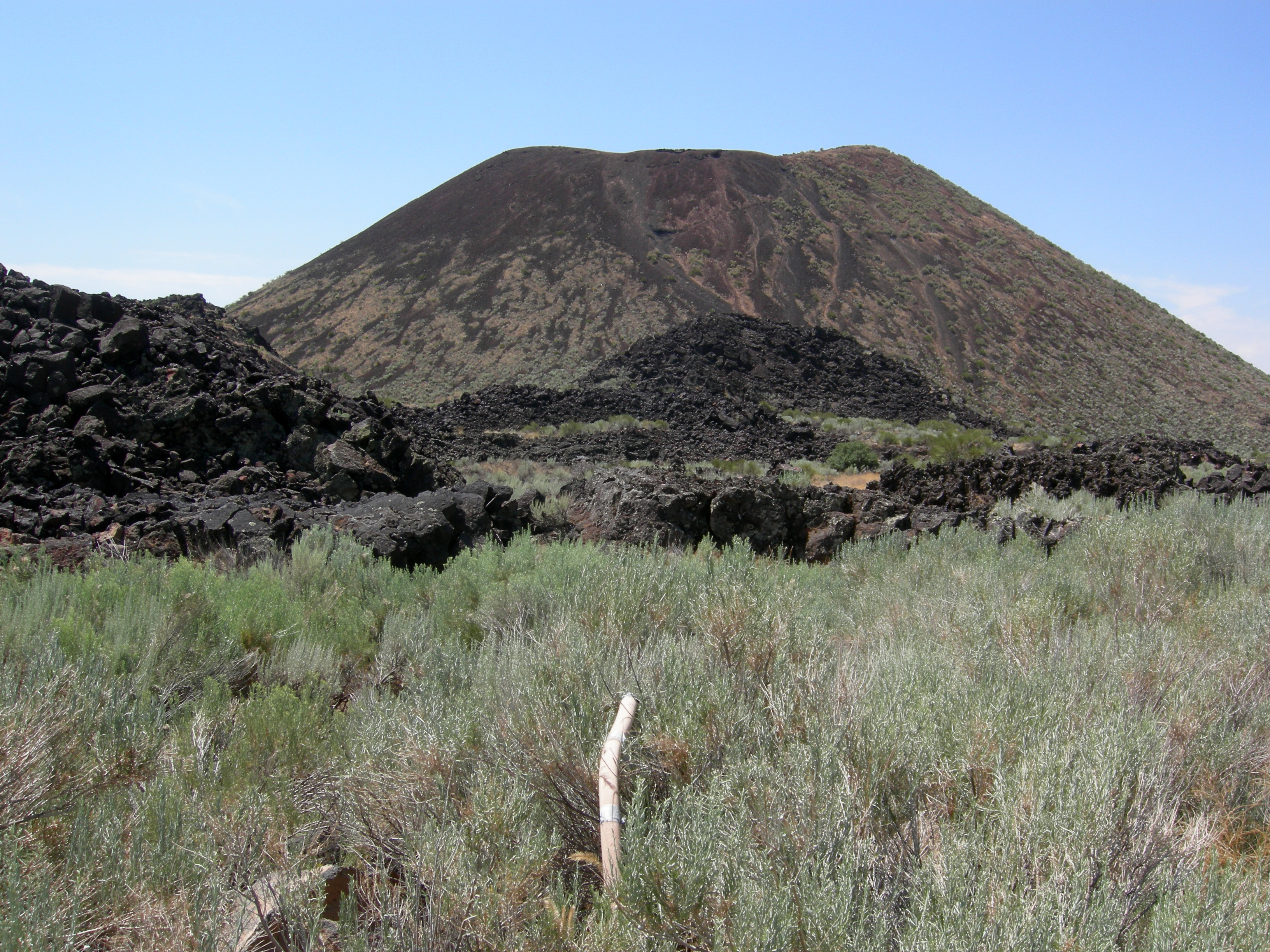
Vista exterior de um cone de escórias.
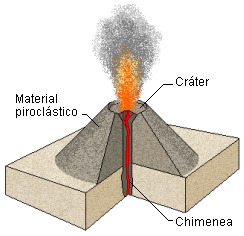
Esquema de um cone de escórias.
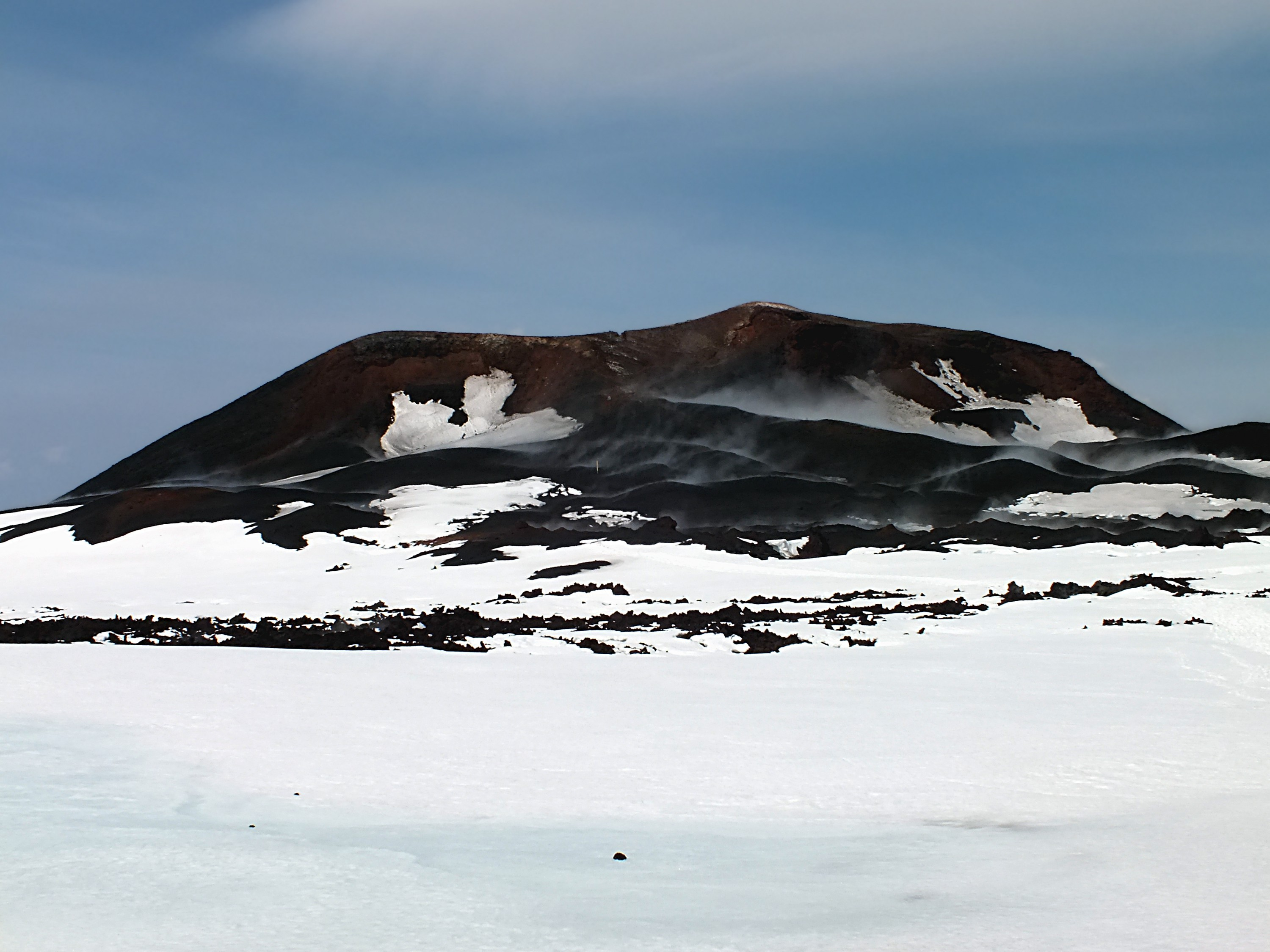
Cratera de erupção de 2010 do Fimmvörðuháls (Islândia).
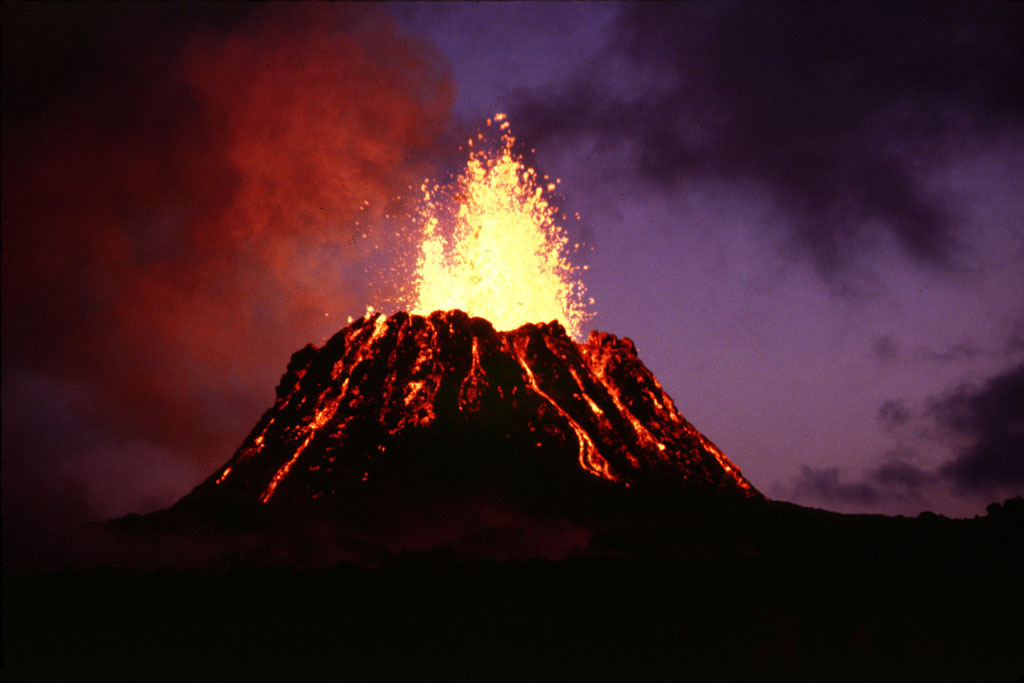
O cone Puʻu ʻŌʻō em Kīlauea, no Hawaiʻi, formado em 1983. A lava de baixa viscosidade fragmentou-se e formou tefras de diferentes tamanhos.
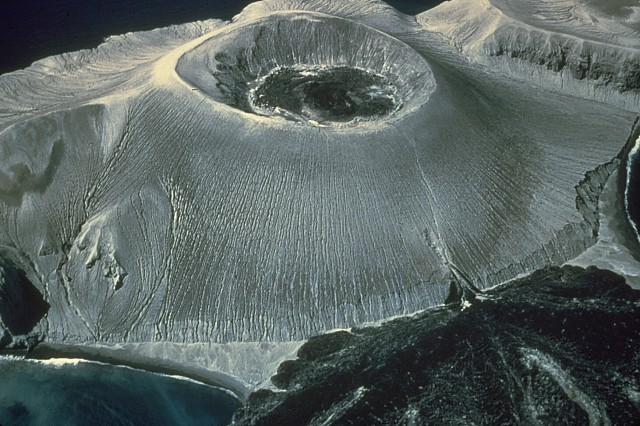
O cone do vulcão Bárcena (ilha de San Benedicto, México).
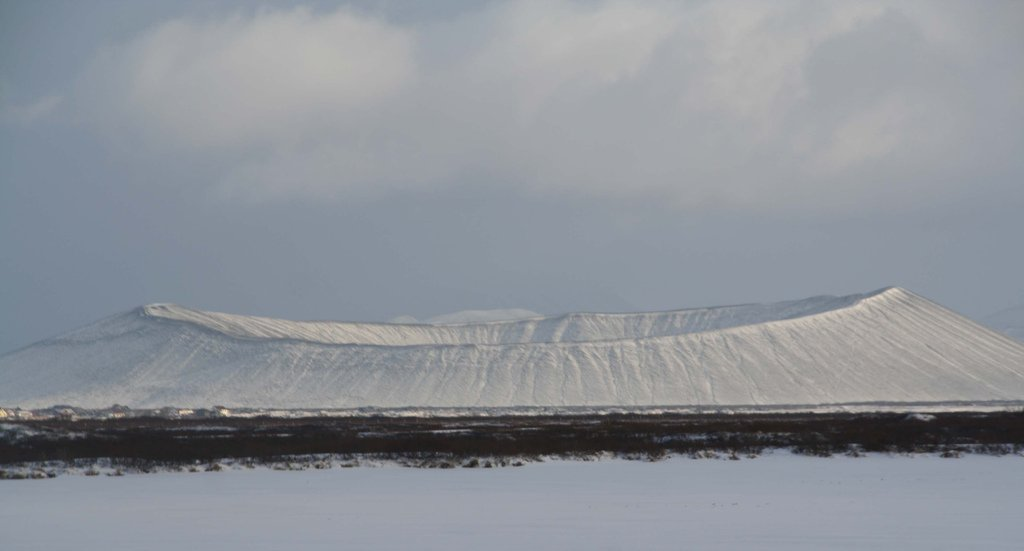
O cone do Hverfjall no inverno (Islândia).